# Жураківський Андрій Ігорович
Андрій Ігоревич Жураківський (18 травня 1979, Івано-Франківськ — 8 березня 2007) — український письменник.

## Біографія
З семирічного віку — автор прозових та музичних творів невизначеного жанру. У своїй першій книзі прози під дещо химерною назвою «К» Андрій написав так: «Насправді я завжди хотів стати письменником. Мав стати. Ще в дитинстві, у 7-8, коли ковтав Ліндгрен, Жуля Верна і Марка Твена, Люїса Керрола, Рабле. Батьки не могли вигнати мене гуляти з іншими дітьми. Ще тоді я зрозумів, що теж маю створити світ, аби люди могли потрапити туди в гості. Може, навіть знайшовся б хтось, хто поселився б там. Не створити, а вивільнити світ. Його не потрібно створювати, бо він там уже є, всередині мене. Хтось попіклувався про це. Його потрібно віддати. Правильно віддати. І яку саме частину, бо усього не виповіш, бо як скажеш усе — в ту ж хвилину помреш».
У 2001 році закінчив юридичний факультет Прикарпатського університету ім. В. Стефаника. Був ініціатором та учасником багатьох експериментальних музичних проектів, останнім з яких став «Сеанс 11».
У 2003 році вийшла дебютна книга А. Жураківського — дещо середнє між романом та збіркою оповідань під загальною назвою «к». Роман «Сателіти» було закінчено за кілька тижнів перед тим, як автор пішов з життя.

## Тексти творів в інтернеті
- Два оповідання Андрія Жураківського — Лист номер 311 і Об'єкти симпатій [Архівовано 7 березня 2021 у Wayback Machine.]
- Два оповідання Андрія Жураківського — Собака й не тільки і Чорна година  [Архівовано 28 серпня 2005 у Wayback Machine.]